# Дискография Papa Roach
Дискография американской рок-группы Papa Roach включает в себя 11 студийных альбомов, 2 сборника, 9 мини-альбомов, 39 сингл и 2 видеоальбома.
Дебютный альбом Old Friends from Young Years вышел в 1997 году и остался незамеченным широкой музыкальной публикой. Известность группа приобрела благодаря своему второму альбому — Infest, ставшему трижды-платиновым в США. Успешными стали и последующие альбомы: Lovehatetragedy (2002 год; золотая сертификация в США), Getting Away with Murder (2004 год; платиновая сертификация в США), The Paramour Sessions (2006 год), Metamorphosis (2009 год) и полустудийный альбом Time for Annihilation (2010 год). Седьмой студийный альбом, The Connection, вышел 2 октября 2012 года.
Papa Roach продали более 30 миллионов копий своих альбомов по всему миру и стали известными благодаря своим хитам «Last Resort», «Between Angels and Insects», «She Loves Me Not», «...To Be Loved», «Scars», «Forever» и «Hollywood Whore».

## Студийные альбомы
| Год  | Детали                                                                                          | Максимальная позиция | Максимальная позиция | Максимальная позиция | Максимальная позиция | Максимальная позиция | Максимальная позиция | Максимальная позиция | Максимальная позиция | Максимальная позиция | Максимальная позиция | Сертификации                                                    |
| Год  | Детали                                                                                          | США                  | АВС                  | АВТ                  | БЕЛ                  | КАН                  | ФРА                  | ГЕР                  | НИД                  | ШВЦ                  | ВЕЛ                  | Сертификации                                                    |
| ---- | ----------------------------------------------------------------------------------------------- | -------------------- | -------------------- | -------------------- | -------------------- | -------------------- | -------------------- | -------------------- | -------------------- | -------------------- | -------------------- | --------------------------------------------------------------- |
| 1997 | Old Friends from Young Years - Релиз: 4 февраля 1997 - Лейбл: Onion Hardcore - Форматы: CD, CS  | —                    | —                    | —                    | —                    | —                    | —                    | —                    | —                    | —                    | —                    |                                                                 |
| 2000 | Infest - Релиз: 25 апреля 2000 - Лейбл: DreamWorks Records - Форматы: CD, CS, DD                | 5                    | 50                   | 12                   | 9                    | 5                    | —                    | 5                    | 47                   | 16                   | 9                    | Список - RIAA: 3× Платиновый - BPI: Золотой - MC: 2× Платиновый |
| 2002 | Lovehatetragedy - Релиз: 18 июня 2002 - Лейбл: DreamWorks Records - Форматы: CD, CS, DD         | 2                    | 19                   | 8                    | 5                    | 5                    | 34                   | 6                    | 21                   | 3                    | 4                    | Список - RIAA: Золотой - BPI: Золотой - MC: Золотой             |
| 2004 | Getting Away with Murder - Релиз: 31 августа 2004 - Лейбл: Geffen Records - Форматы: CD, CS, DD | 17                   | —                    | 8                    | 14                   | —                    | 64                   | 8                    | 38                   | 13                   | 30                   | Список - RIAA: Платиновый - MC: Золотой                         |
| 2006 | The Paramour Sessions - Релиз: 12 сентября 2006 - Лейбл: Geffen Records - Форматы: CD, CS, DD   | 16                   | —                    | 35                   | 69                   | —                    | 160                  | 35                   | 86                   | 33                   | 61                   | Список - RIAA: 2× Платиновый - BPI: Золотой - MC: Золотой       |
| 2009 | Metamorphosis - Релиз: 24 марта 2009 - Лейбл: DGC Records, Interscope Records - Форматы: CD, DD | 8                    | —                    | 12                   | 50                   | 14                   | 170                  | 23                   | —                    | 21                   | 42                   | Список - RIAA: Платиновый - BPI: Платиновый - MC: Платиновый    |
| 2012 | The Connection - Релиз: 2 октября 2012 - Лейбл: Eleven Seven Music - Форматы: CD, DD            | 17                   | 70                   | 24                   | 106                  | 10                   | 163                  | 27                   | 83                   | 21                   | 37                   | Список - RIAA:2× Платиновый - BPI: Платиновый - MC: Платиновый  |
| 2015 | F.E.A.R. - Релиз: 27 января 2015 - Лейбл: Eleven Seven Music                                    | 15                   | 29                   | 8                    | 47                   | 8                    | 90                   | 6                    | 32                   | 8                    | 13                   |                                                                 |
| 2017 | Crooked Teeth - Релиз: 19 мая 2017 - Лейбл: Eleven Seven Music                                  | 20                   | 18                   | 6                    | 46                   | 14                   | 191                  | 6                    | —                    | 7                    | 20                   | Список BPI: Платиновый                                          |
| 2019 | Who Do You Trust? - Релиз: 18 января 2019 - Лейбл: Eleven Seven Music                           | 73                   | 42                   | 8                    | 131                  | 70                   | 131                  | 4                    | —                    | 3                    | 36                   |                                                                 |
| 2022 | Ego Trip - Релиз: 8 апреля 2022 - Лейбл: New Noize                                              | 115                  | —                    | 18                   | 163                  | —                    | —                    | 14                   | —                    | 9                    | —                    |                                                                 |

## Сборники и полустудийные альбомы
| Год  | Детали                                                                                                 | Максимальная позиция | Максимальная позиция | Максимальная позиция | Максимальная позиция | Максимальная позиция | Максимальная позиция | Максимальная позиция | Максимальная позиция | Максимальная позиция | Максимальная позиция | Максимальная позиция | Сертификации                                        |
| Год  | Детали                                                                                                 | США                  | Alt                  | Ind                  | Rock                 | АВТ                  | БЕЛ                  | КАН                  | ГЕР                  | ГРЦ                  | ШВЦ                  | ВЕЛ                  | Сертификации                                        |
| ---- | --- | -------------------- | -------------------- | -------------------- | -------------------- | -------------------- | -------------------- | -------------------- | -------------------- | -------------------- | -------------------- | -------------------- | --------------------------------------------------- |
| 2010 | ...To Be Loved: The Best of Papa Roach - Релиз: 29 июня 2010 - Лейбл: Geffen Records - Форматы: CD, DD | 83                   | 12                   | —                    | 22                   | —                    | —                    | —                    | —                    | 48                   | 89                   | —                    | Список RIAA: Платиновый                             |
| 2010 | Time for Annihilation - Релиз: 31 августа 2010 - Лейбл: Eleven Seven Music - Форматы: CD, DD           | 23                   | 5                    | 3                    | 9                    | 38                   | 54                   | 31                   | 40                   | —                    | 64                   | 71                   | Список - RIAA: Золотой - BPI: Золотой - MC: Золотой |

## Мини-альбомы
| Год  | Название                        | Детали                                                       |
| ---- | ------------------------------- | ------------------------------------------------------------ |
| 1994 | Potatoes for Christmas          | - Лейбл: dB - Форматы: CD, CS                                |
| 1995 | Caca Bonita                     | - Лейбл: dB - Форматы: CD                                    |
| 1998 | 5 Tracks Deep                   | - Лейбл: Onion Hardcore, B Squared - Форматы: CD             |
| 1999 | Let 'Em Know                    | - Лейбл: Onion Hardcore - Форматы: CD                        |
| 2004 | Rolling Stone Original          | - Релиз: 9 ноября 2004 - Лейбл: DreamWorks - Форматы: DD     |
| 2007 | Live Session (iTunes Exclusive) | - Релиз: 17 июля 2007 - Лейбл: Geffen - Форматы: DD          |
| 2007 | Hit 3 Pack: Forever             | - Релиз: 24 июля 2007 - Лейбл: Geffen - Форматы: DD          |
| 2009 | Naked and Fearless: Acoustic EP | - Релиз: 23 июня 2009 - Лейбл: DGS, Interscope - Форматы: DD |

## Синглы
| Год  | Сингл                                | Максимальная позиция | Максимальная позиция | Максимальная позиция | Максимальная позиция | Максимальная позиция | Максимальная позиция | Максимальная позиция | Максимальная позиция | Максимальная позиция | Максимальная позиция | Сертификация                               | Альбом                   |
| Год  | Сингл                                | США                  | Alt                  | Main                 | АВТ                  | КАН                  | ГЕР                  | ИРЛ                  | НИД                  | ШВЦ                  | ВЕЛ                  | Сертификация                               | Альбом                   |
| ---- | ------------------------------------ | -------------------- | -------------------- | -------------------- | -------------------- | -------------------- | -------------------- | -------------------- | -------------------- | -------------------- | -------------------- | ------------------------------------------ | ------------------------ |
| 2000 | «Last Resort»                        | 57                   | 1                    | 4                    | 7                    | —                    | 4                    | 13                   | 32                   | 25                   | 3                    | Список RIAA: Золотой                       | Infest                   |
| 2000 | «Broken Home»                        | —                    | 9                    | 18                   | 42                   | —                    | 34                   | —                    | —                    | 96                   | —                    |                                            | Infest                   |
| 2001 | «Between Angels and Insects»         | —                    | 16                   | 27                   | —                    | —                    | 94                   | 20                   | —                    | —                    | 17                   |                                            | Infest                   |
| 2001 | «Dead Cell»                          | —                    | —                    | —                    | —                    | —                    | —                    | —                    | —                    | —                    | —                    |                                            | Infest                   |
| 2002 | «She Loves Me Not»                   | 76                   | 5                    | 3                    | —                    | —                    | 47                   | 23                   | 62                   | 72                   | 14                   | Список RIAA: Золотой                       | Lovehatetragedy          |
| 2002 | «Time and Time Again»                | —                    | 33                   | 26                   | —                    | —                    | —                    | 39                   | —                    | —                    | 54                   |                                            | Lovehatetragedy          |
| 2004 | «Getting Away with Murder»           | 69                   | 4                    | 2                    | 28                   | —                    | 38                   | —                    | 89                   | —                    | 45                   |                                            | Getting Away with Murder |
| 2004 | «Scars»                              | 15                   | 2                    | 4                    | —                    | —                    | 82                   | —                    | —                    | —                    | —                    | Список RIAA: Золотой                       | Getting Away with Murder |
| 2005 | «Take Me»                            | 80                   | 23                   | 11                   | —                    | 78                   | —                    | —                    | —                    | —                    | —                    |                                            | Getting Away with Murder |
| 2006 | «...To Be Loved»                     | 116                  | 14                   | 8                    | —                    | 68                   | —                    | —                    | —                    | —                    | 171                  |                                            | The Paramour Sessions    |
| 2007 | «Forever»                            | 55                   | 2                    | 2                    | —                    | 72                   | —                    | —                    | —                    | —                    | —                    | Список - RIAA: Платиновый - MC: Платиновый | The Paramour Sessions    |
| 2007 | «Time is Running Out»                | 82                   | 17                   | 15                   | —                    | 95                   | —                    | —                    | —                    | —                    | —                    |                                            | The Paramour Sessions    |
| 2007 | «Reckless»                           | —                    | —                    | 40                   | —                    | —                    | —                    | —                    | —                    | —                    | —                    |                                            | The Paramour Sessions    |
| 2008 | «Hollywood Whore»                    | —                    | —                    | 37                   | —                    | —                    | —                    | —                    | —                    | —                    | 139                  |                                            | Metamorphosis            |
| 2009 | «Lifeline»                           | 81                   | 3                    | 1                    | —                    | 95                   | —                    | —                    | —                    | —                    | —                    | Список RIAA: Платиновый                    | Metamorphosis            |
| 2009 | «I Almost Told You That I Loved You» | —                    | 35                   | 20                   | —                    | —                    | —                    | —                    | —                    | —                    | —                    |                                            | Metamorphosis            |
| 2009 | «Had Enough»                         | —                    | —                    | —                    | —                    | —                    | —                    | —                    | —                    | —                    | —                    |                                            | Metamorphosis            |
| 2010 | «Kick in the Teeth»                  | —                    | 18                   | 2                    | —                    | —                    | —                    | —                    | —                    | —                    | —                    |                                            | Time for Annihilation    |
| 2010 | «Burn»                               | 100                  | 17                   | 3                    | —                    | 87                   | —                    | —                    | —                    | —                    | —                    | Список - RIAA: Платиновый - MC: Платиновый | Time for Annihilation    |
| 2011 | «No Matter What»                     | 112                  | 29                   | 13                   | —                    | 70                   | —                    | —                    | —                    | —                    | —                    |                                            | Time for Annihilation    |
| 2012 | «Still Swingin'»                     | 83                   | 32                   | 3                    | —                    | —                    | —                    | —                    | —                    | —                    | —                    |                                            | The Connection           |
| 2012 | «Where Did the Angels Go?»           | 80                   | 5                    | 2                    | —                    | 77                   | —                    | —                    | —                    | —                    | —                    | Список - RIAA: Золотой - MC: Золотой       | The Connection           |
| 2013 | «Before I Die»                       | —                    | —                    | —                    | —                    | —                    | —                    | —                    | —                    | —                    | —                    |                                            | The Connection           |
| 2013 | «Leader Of The Broken Hearts»        | 75                   | 37                   | 34                   | —                    | 90                   | —                    | —                    | —                    | —                    | —                    | Список - RIAA: Платиновый - MC: Золотой    | The Connection           |

## Видеоклипы
| Год  | Название                                  | Режиссёр        |
| ---- | ----------------------------------------- | --------------- |
| 2000 | «Last Resort»                             | Маркос Сиега    |
| 2000 | «Broken Home»                             | Маркос Сиега    |
| 2001 | «Dead Cell» (live mix)                    | Роберт Лайон    |
| 2001 | «Between Angels and Insects»              | Джозеф Кан      |
| 2002 | «She Loves Me Not»                        | Дэйв Мейерс     |
| 2002 | «Time and Time Again»                     | Самюэль Бейер   |
| 2002 | «Time and Time Again» (alternate version) | The Malloys     |
| 2004 | «Getting Away with Murder»                | Motion Theory   |
| 2005 | «Scars»                                   | Стив Мурашай    |
| 2005 | «Scars» (alternate version)               | Motion Theory   |
| 2006 | «…To Be Loved»                            | Кевин Керслейк  |
| 2007 | «Forever»                                 | Майерт Авис     |
| 2007 | «Forever» (alternate version)             | Майерт Авис     |
| 2007 | «What Do You Do?» (web video)             | Дэвин Де Хэйвен |
| 2007 | «Reckless» (web video)                    | Дэвин Де Хэйвен |
| 2008 | «Hollywood Whore»                         | Джесс Дэйви     |
| 2009 | «Lifeline»                                | Крис Симс       |
| 2009 | «I Almost Told You That I Loved You»      | Колин Минихан   |
| 2010 | «Kick in the Teeth»                       | Шейн Дрейк      |
| 2010 | «Burn»                                    | Джесси Дэйви    |
| 2011 | «No Matter What»                          | Джесси Дэйви    |
| 2011 | «No Matter What» (acoustic)               | Джесси Дэйви    |
| 2012 | «One Track Mind»                          |                 |
| 2012 | «Still Swingin»                           | David Brodsky   |
| 2012 | «Where Did The Angels Go?»                | Ezio Lucido     |
| 2013 | «Before I Die»                            | Ezio Lucido     |
| 2013 | «Leader Of The Broken Hearts»             | Ezio Lucido     |